# 虐待入院
虐待入院（ぎゃくたいにゅういん）は、児童虐待が原因の病気やけがが治癒した後も、自宅に戻ると再び虐待を受けるおそれがあるほか、児童養護施設などの施設にも空きがなく、行き場を失ってしまっている子どもが病院での入院を継続する社会的入院の一種である。「虐待入院」の呼称はNHKによるもの。

## 概要
小児科医のグループの調査でその数は2016年までの2年間で少なくとも356人という。
入院中にも保護者からの虐待が再度行われる場合があり、感染症で入院した子供を殴るケース、子供の点滴に排泄物や異物を混入するなど、悪質な虐待が多数含まれていると報道されている。